# Will Tudor
Will Tudor, nato William James Sibree Tudor (Londra, 11 aprile 1987), è un attore britannico, conosciuto per il suo ruolo di Olyvar nella serie televisiva Il Trono di Spade e il ruolo di Sebastian nella serie televisiva Shadowhunters.

## Filmografia

### Cinema
- Vampire Academy, regia di Mark Waters (2014) - non accreditato
- Bonobo, regia di Matthew Hammett Knott (2014)
- Tomorrow, regia di Martha Pinson (2018)

### Televisione
- Grandi speranze (Great Expectations), regia di Brian Kirk – miniserie TV, 1 puntata (2011)
- Doctors – serial TV, 1 puntata (2013)
- Il Trono di Spade (Game of Thrones) – serie TV, 7 episodi (2013-2015)
- In the Club – serie TV, 4 episodi (2014)
- La tenda rossa (The Red Tent), regia di Roger Young – miniserie TV (2014)
- Humans – serie TV, 12 episodi (2015-2016)
- Mr Selfridge – serie TV, 4 episodi (2016)
- Shadowhunters – serie TV, 11 episodi (2017-2019)
- Lore – serie TV, episodio 2x05 (2018)
- Torvill & Dean, regia di Gillies MacKinnon – film TV (2018)
- Harry Palmer - Il caso Ipcress (The Ipcress File), regia di James Watkins – miniserie TV, 1 puntata (2022)
- La Ruota del Tempo (The Wheel of Time) – serie TV, episodi 2x05-2x06-2x07 (2023)
- I delitti della bella di notte (Moonflower Murders), regia di Rebecca Getward – miniserie TV (2024)
- Wolf Hall: The Mirror and the Light, regia di Peter Kosminsky – miniserie TV (2024)

## Doppiatori italiani
Nelle versioni in italiano delle opere in cui ha recitato, Will Tudor è stato doppiato da:
- Stefano Sperduti ne Il Trono di Spade
- Marco Barbato in Humans
- Fabrizio De Flaviis in Shadowhunters
- Leonardo Graziano in Harry Palmer - Il caso Ipcress
- Andrea Oldani ne La Ruota del Tempo
- Matteo Garofalo ne I delitti della bella di notte